# الدوري التشيكوسلوفاكي 1927–28
الدوري التشيكوسلوفاكي 1927–28 هو الموسم 23 من الدوري التشيكوسلوفاكي ‏. أشرف على تنظيمه اتحاد جمهورية التشيك لكرة القدم، وكان عدد الأندية المشاركة فيه 7، وفاز فيه فيكتوريا زيزكوف.